# Borja Pascual Iribarren
Borja Pascual Iribarren (Pamplona, 11 de septiembre de 1974) es un ensayista, editor, locutor y productor de televisión digital español. Se especializa en el sector de los autónomos y emprendedores, con la publicación de seis libros sobre la temática. Dirige el programa Mundo Emprende en esRadio.

## Biografía
En 2012 creó Mundo Emprende, un canal de comunicación y televisión digital con el que promueve que autónomos, emprendedores y empresarios de España desarrollen emprendimientos responsables. Combina información, entretenimiento y entrevistas a nuevos emprendedores y empresarios ya consolidados. En 2019 recibió el Premio “Best Media” en Startup Olé.
Colabora con varios programas de radio y de televisión: el programa “El contador” de Radio Inter, en Gestiona Radio, Radio Libertad y Radio Ya. En televisión ha creado diferentes formatos de programas como Aprendimiento, aprender a emprender, un micro espacio de 15 minutos.
Es presidente de la Asociación aNerea de Nuevas Empresas, Roamers, Emprendedores y Autónomos.

## Publicaciones
- Sociedades Limitadas (2020) ISBN 978-84-18121-10-4

- Empresario o emperdedor, 10 errores que nunca debe cometer en su negocio (2014) Editorial Los libros del olivo. ISBN 9788494214295
- Cómo montar un negocio online (2016). Editorial Almuzara. ISBN 9788417044084
- Ahorra o nunca: cómo ahorrar y sacar el máximo partido a tu dinero (2017) Editorial Editatum. ISBN 9788494645709
- GuíaBurros para Autónomos: Todo lo que debes saber como autónomo (2017), Colección GuíaBurros, Edit. Editatum. ISBN 9788494645723
- El arte de la prudencia: para los profesionales del marketing (2018). Colección GuíaBurros. Editorial Editatum. ISBN 9788494877650
- Las 8 disciplinas del dragón: estrategias cotidianas para trabajar tu éxito (2019) Colección GuíaBurros, Edit. Editatum. ISBN 9788412055603